# Laurent Koscielny
Laurent Koscielny (* 10. September 1985 in Tulle) ist ein ehemaliger französischer Fußballspieler. Er stand zuletzt beim französischen Erstligisten Girondins Bordeaux unter Vertrag.

## Karriere

### Vereine
Koscielny begann seine Profikarriere 2004 als Verteidiger beim Erstligaabsteiger EA Guingamp. 2007/08 wechselte er zum Drittligaabsteiger FC Tours, mit dem er nach einer Spielzeit direkt wieder aufstieg und im Mai 2009 von der UNPF in die Top-Elf der 2. Liga gewählt wurde.
Zur Saison 2009/10 verpflichtete ihn der Erstligist FC Lorient, bei dem er am 16. Juni 2009 einen Vierjahresvertrag unterzeichnete. Sein Erstligadebüt gab Koscielny am 9. August 2009 (1. Spieltag) beim 2:1-Sieg im Auswärtsspiel gegen den OSC Lille; sein erstes von drei Ligatoren war der Treffer zum 2:2-Endstand in der 90. Minute im Heimspiel gegen den HSC Montpellier am 15. August 2009 (2. Spieltag).
Nach 35 von 38 Ligaspielen wechselte Koscielny für 9,7 Millionen Pfund zum FC Arsenal. Sein erstes Pflichtspiel für Arsenal bestritt er am 15. August 2010 (1. Spieltag) beim 1:1 im Auswärtsspiel gegen den FC Liverpool. Sein Einstand endete in der fünften Minute der Nachspielzeit mit seiner Hinausstellung mit einer Gelb-Roten Karte. Er war seitdem Stammspieler und spielte mit dem FC Arsenal regelmäßig in der Champions League und der Europa League. Koscielny gewann mit der Mannschaft 2014, 2015 und 2017 den FA-Cup und den Supercup. In der Saison 2017/18 erreichte er mit Arsenal das Europa-League-Halbfinale, dort schied man gegen den späteren Pokalsieger Atlético Madrid aus. In diesem Spiel zog er sich einen Achillessehnenriss zu, fiel anschließend ein halbes Jahr aus und verpasste so die Teilnahme an der Weltmeisterschaft 2018, die Frankreich gewann. Nach dem Karriereende von Per Mertesacker im Sommer 2018 wurde er neuer Mannschaftskapitän. In der Europa-League-Saison 2018/19 erreichte Koscielny mit dem FC Arsenal das Finale, das mit 1:4 gegen den Stadtrivalen FC Chelsea verloren wurde. Koscielny hatte die Mannschaft als Kapitän aufs Feld geführt.

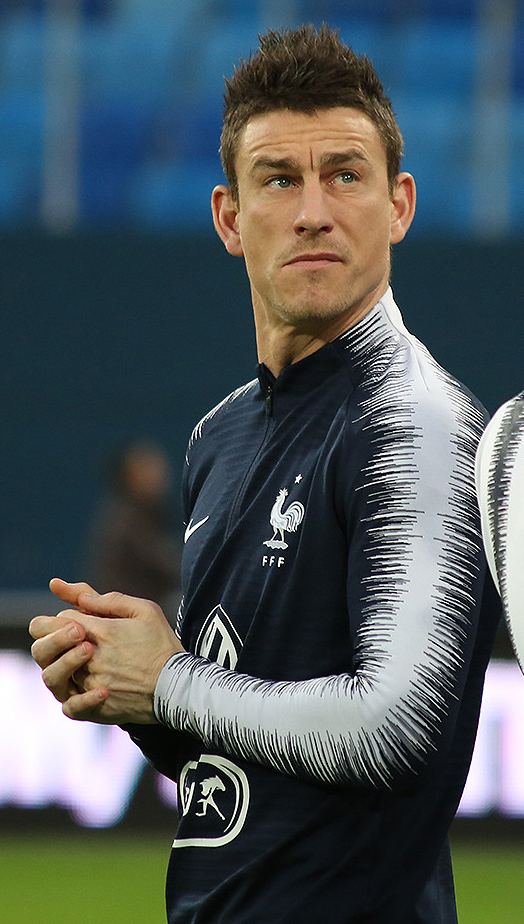
Koscielny im Trikot der Nationalmannschaft (März 2018)

Am 6. August 2019 wurde bekannt gegeben, dass Koscielny nach 9 Jahren beim FC Arsenal in die Ligue 1 zu Girondins Bordeaux wechselt. Dort stieg er ebenfalls zum Mannschaftskapitän auf. Seit dem 31. Januar 2022 war Koscielny vereinslos, Ende März gab er sein Karriereende bekannt.

### Nationalmannschaft
Koscielny wäre wegen seiner polnischen Vorfahren auch für Polen spielberechtigt gewesen; er besitzt ausschließlich die französische Staatsbürgerschaft.
Im Februar 2011 berief ihn der französische Nationaltrainer Laurent Blanc erstmals in die A-Nationalmannschaft. Im Test-Länderspiel gegen Brasilien kam Koscielny allerdings nicht zum Einsatz. Sein Debüt gab er am 11. November 2011 beim 1:0-Heimsieg gegen die USA in der Anfangself.
Bei der Europameisterschaft 2012 in Polen und in der Ukraine gehörte Koscielny zum französischen Kader und kam dabei im Viertelfinale gegen den damaligen Titelverteidiger Spanien zu seinem einzigen Turniereinsatz; durch eine 0:2-Niederlage gegen den späteren Titelträger schieden die Franzosen aus dem Wettbewerb aus. Trainer Didier Deschamps, der nach dem Turnier auf Blanc gefolgt war, nominierte Koscielny in den Kader für die Weltmeisterschaft 2014 in Brasilien. Dabei kam er in vier Spielen zum Einsatz und schied mit der Nationalelf im Viertelfinale gegen Deutschland aus. Die Fußball-Europameisterschaft 2016 in Frankreich war sein drittes großes Turnier. Als Stammspieler in der Innenverteidigung wurde er in das französische Aufgebot aufgenommen und stand in allen sieben Partien einschließlich des Endspiels in der Startaufstellung. Das Finale wurde gegen Portugal mit 0:1 nach Verlängerung verloren.
Am 15. Oktober 2018 trat er aus der Nationalmannschaft zurück.

## Erfolge
FC Arsenal
- FA Cup: 2014, 2015, 2017
- FA Community Shield: 2014, 2015